# Djemorah
Djemorah (em árabe: جمورة) é uma cidade e comuna localizada na província de Biskra, Argélia. Segundo o censo de 2008, a população total da cidade era de 12 574 habitantes.